# La fallera mecánica

La fallera mecánica (en espagnol ; « La Fallera mécanique ») est un court métrage réalisé par Lluís Fernàndez (es) et sorti en 1974.

## Synopsis
Le film raconte l'histoire d'un travesti qui se déguise en fallera et est nommé Fallera Mayor de Valence — la « reine » des festivités —. Alors qu'il a des relations sexuelles avec son proxénète dans une chambre et atteint l'orgasme, des pétards explosent au-dessus du lit à la façon de la de la mascletà  des fallas, tandis qu'un groupe de falleras chante avec des guitares. Comme il doit assister à la cérémonie de nomination et à la réception officielle avec le maire, la fallera usurpatrice utilise une motocyclette de la marque Mobylette pour se déplacer dans la ville et reçoit des hommages et des marques d'admiration populaire tout au long de son trajet.

## Analyse et critique
Filmé en Super 8, il s'agit de la première production de Lluís Fernàndez (es),. Le titre est une allusion facétieuse à Orange mécanique, chef-d'œuvre cinématographique de Stanley Kubrick sorti en 1971, lui-même considéré comme très transgresseur et qui avait suscité de vives réactions d'indignation à sa sortie.
Le film peut être décrit comme  une expérience pornographique et subversive, tentant de ridiculiser les fallas et le régionalisme conservateur à travers la transgression éthico-esthétique de certaines références symboliques idéologiques,.
Il met en avant le caractère subversif et originel des fallas, qui en s'inspirant des traditions autochtones tout en essayant de promouvoir l’identité culturelle locale s'autorise un regard extrêmement satirique et caustique sur la réalité du pouvoir, facette neutralisée et occultée par le régime franquiste, qui avait instrumentalisé la culture valencienne pour son bénéfice.
Le court métrage rencontre un succès local en 1975, mais circonscrit aux milieux culturels underground de la capitale valencienne. C'est avec la publication d'un dossier consacré aux fallas par la revue libertaire espagnole Ajoblanco en mars 1976 qui provoque un grand scandale que La fallera mecánica se fait connaître dans toute l'Espagne, tout en contribuant à la polémique. Ajoblanco fut fermé pendant 4 mois, reçut une forte amende et fut soumise à une intense campagne d'hostilités de la part de la presse encore sous le contrôle de la dictature franquiste qui vivait ses dernières semaines. Le principal déclencheur de la répression fut un article d'Amadeu Fabregat intitulé Arte fallero: La fallera mecánica, qui en prenant pour base le film faisait une dure critique de l'instrumentalisation des fallas par le franquisme,,.
Roberto Arnau Roselló le décrit comme un « film unique dans l'histoire du cinéma valencien », « iconoclaste, critique, transgresseur et irrévérencieux ».
Le film semble être devenu introuvable,.